# Дрекшеней (комуна)
Дрекшеней (рум. Drăcșenei) — комуна у повіті Телеорман в Румунії. До складу комуни входять такі села (дані про населення за 2002 рік):
- Дрекшань (540 осіб)
- Дрекшеней (968 осіб)
- Одобяска (458 осіб)
- Сатул-Векі (161 особа)

Комуна розташована на відстані 91 км на захід від Бухареста, 39 км на північний захід від Александрії, 93 км на схід від Крайови.

## Населення
За даними перепису населення 2002 року у комуні проживали 3773 особи.
Національний склад населення комуни:
| Національність | Кількість осіб | Відсоток |
| -------------- | -------------- | -------- |
| румуни         | 3684           | 97,6%    |
| цигани         | 89             | 2,4%     |

Рідною мовою назвали:
| Мова      | Кількість осіб | Відсоток |
| --------- | -------------- | -------- |
| румунська | 3684           | 97,6%    |
| циганська | 89             | 2,4%     |

Склад населення комуни за віросповіданням:
| Релігія            | Кількість осіб | Відсоток |
| ------------------ | -------------- | -------- |
| православні        | 3696           | 98,0%    |
| адвентисти         | 64             | 1,7%     |
| реформати          | 1              | < 0,1%   |
| не вказали релігію | 12             | 0,3%     |

## Пам'ятки
На території комуни розташовані пам'ятки архітектури (усі — в селі Дрекшань):
- Церква Святого Миколая (1871 р.);
- Будинок Антона Р. Попеску (1895 р.);
- Ратуша, у приміщенні якої розташований музей етнографії (кінець 19 ст.);
- Школа Елеонори та Ніколаса Владоянів (1894).